# Bythocythere retiolata
Bythocythere retiolata is een mosselkreeftjessoort uit de familie van de Bythocytheridae. De wetenschappelijke naam van de soort is voor het eerst geldig gepubliceerd in 1910 door Chapman.